# Capcom Home Arcade
Le Capcom Home Arcade est un stick arcade agissant également comme une console de jeux dédiée, commercialisé le 8 novembre 2019. Ce stick double, qui permet d'accueillir deux joueurs côte à côte et prend la forme du logo de Capcom, est produit par Koch Media sous licence officielle. Il permet de jouer à 16 jeux d'arcade préinstallés, issus de la ludothèque de succès obtenus dans les salles par Capcom durant la fin des années 1980, les années 1990 et le début des années 2000 sur les systèmes d'arcade CPS et CPS II. Le joueur dispose au travers de ce panel de différents genres de jeu allant du jeu de puzzle, au beat them all, en passant par du shoot 'em up, du jeu de plates-formes, de combat et de sport.
Le stick est équipé de joystick et de boutons de marque Sanwa, et les jeux sont affichés en haute définition en 1080p grâce à une version personnalisée de l'émulateur Final Burn Alpha avec des ROM des jeux d'arcade originaux Capcom dans leur version occidentale (américaine, en anglais), sans censure. Celui-ci fonctionne grâce à un SoC de type ARM, doté d'une distribution Linux personnalisée fournissant le système d'exploitation et d'une capacité de stockage de quatre gigaoctets de mémoire flash NAND.
Le Capcom Home Arcade reçoit un accueil partagé lors de sa sortie, les critiques évoquant quasi-unanimement le prix d'achat élevé et une interface lente à l'ergonomie douteuse. Certains bémols sont évoqués comme le choix des jeux et l'absence de certaines fonctionnalités utiles, comme la sauvegarde, alors que le panel de jeux est parfois jugé varié, judicieux et équilibré. Koch Media envisage des mises à jour, ou l'augmentation de la ludothèque en cas de succès commercial du produit.

## Description

Le Capcom Home Arcade est un stick arcade qui prend la forme du logo de Capcom, et qui est en réalité une console dédiée avec des jeux d'arcade Capcom.

Le Capcom Home Arcade est un stick arcade agissant également comme une console de jeux vidéo dédiée. Ce stick double permet d'accueillir deux joueurs côte à côte et prend la forme du logo de Capcom. Il mesure 70,3 centimètres de long à sa base, 20,5 cm de largeur, et 11 cm de hauteur (bien que le constructeur annonce des mensurations de 74 × 22 × 11 cm), une taille toutefois équivalente aux panneaux de contrôle de bornes d'arcade classiques (comme une Sega Astro City),,. La base du stick est un boîtier de couleur grise épousant les formes du logo. Celui-ci est surmonté d'une plaque en Plexiglas ornée du logo de couleur bleue et jaune, et accueille les périphériques de jeu. Il est équipé de deux joysticks Sanwa huit directions avec guides octogonaux et dix boutons de la même marque (2 × 3 boutons d'action et 2 × 2 boutons Start et Select),.
Le cœur du Capcom Home Arcade est constitué d'un system on a chip (SoC) de type ARM, doté d'une capacité de stockage de quatre gigaoctets de mémoire flash NAND,. Le système d'exploitation est une distribution Linux personnalisée. Le stick intègre une fonctionnalité Wi-Fi permettant de mettre automatiquement à jour le système , et de gérer la fonctionnalité des high score mondiaux, jeu par jeu. Il est également doté d'un connecteur USB et se branche à un  téléviseur grâce à une prise HDMI permettant l'affichage des visuels en haute définition en 1080p, au moyen d'un câble fourni,. En l'occurrence, le système permet six modes d'affichage comme la taille originale, ou avec ou sans lissage. Cependant, aucune option ne permet de sauvegarder, ou de configurer les contrôles. Un câble USB Micro-USB accompagné d'un bloc chargeur fournis permettent d'alimenter le stick en électricité,,. Les câbles fournis mesurent 2,5 mètres de long.
Les jeux sont des ROM des jeux d'arcade originaux Capcom dans leur version occidentale (américaine, en anglais), sans censure. Ceux-ci fonctionnent grâce à une version personnalisée de l'émulateur Final Burn Alpha,. L'interface se présente sous la forme d'un carrousel affichant différentes vignettes proposant une image et le son de chaque jeu.

## Ludothèque
Le Capcom Home Arcade intègre 16 jeux d'arcade préinstallés, issus de la ludothèque de succès obtenus dans les salles par Capcom, durant la fin des années 1980, les années 1990 et le début des années 2000 sur les systèmes d'arcade CPS et CPS II. Le stick compte également quelques-uns de leurs jeux plus intimistes. Le joueur dispose au travers de ce panel de différents genres de jeu, allant du jeu de puzzle, au beat them all, en passant par le shoot 'em up, le jeu de plates-formes, de combat ou de sport. Tous les jeux proposent un écran orienté horizontalement.
| Titre                              | Genre                    | Plate-forme | Date |
| ---------------------------------- | ------------------------ | ----------- | ---- |
| 1944: The Loop Master              | Shoot 'em up             | CPS-2       | 2000 |
| Alien vs. Predator                 | Beat them all            | CPS-2       | 1994 |
| Armored Warriors                   | Beat them all            | CPS-2       | 1994 |
| Capcom Sports Club                 | Basket, tennis, football | CPS-2       | 1997 |
| Captain Commando                   | Beat them all            | CPS-1       | 1991 |
| Cyberbots: Fullmetal Madness       | Jeu de combat            | CPS-2       | 1995 |
| Darkstalkers: The Night Warriors   | Jeu de combat            | CPS-2       | 1994 |
| Eco Fighters                       | Shoot 'em up             | CPS-2       | 1993 |
| Final Fight                        | Beat them all            | CPS-1       | 1989 |
| Ghouls 'n Ghosts                   | Jeu de plates-formes     | CPS-1       | 1988 |
| GigaWing                           | Shoot 'em up             | CPS-2       | 1999 |
| Mega Man: The Power Battle         | Jeu de combat            | CPS-2       | 1995 |
| Progear                            | Shoot 'em up             | CPS-2       | 2001 |
| Street Fighter II': Hyper Fighting | Jeu de combat            | CPS-2       | 1992 |
| Strider                            | Jeu de plates-formes     | CPS-1       | 1989 |
| Super Puzzle Fighter II Turbo      | Jeu de puzzle            | CPS-2       | 1996 |

- 1944: The Loop Master (2000, CPS-2)[8]

C'est un shoot 'em up à défilement vertical, développé par Raizing et édité par Capcom en 2000 sur CPS-2. Ce jeu de la série 194X centrée le thème de la Seconde Guerre mondiale, a la particularité de proposer une orientation horizontale de l'écran,. Dans un univers en deux dimensions, le joueur dirige un avion et doit affronter et détruire des bâtiments, des canons et des véhicules au sol, sur les eaux ou dans les airs,.
- Alien vs. Predator (1994, CPS-2)[8]

Ce beat them all à défilement latéral qui adapte la franchise Alien vs. Predator est développé et édité par Capcom en 1994 sur CPS-2. Jouable à l'origine à trois simultanément dans un univers fantastique affiché en 3D isométrique, il permet d'incarner des humains et des Predators face aux Aliens et à l'armée terrienne corrompue,,.
- Armored Warriors (1994, CPS-2)[8]

C'est un beat them all à défilement latéral sur un thème mecha développé et édité par Capcom en 1994 sur CPS-2. Jouable à l'origine à trois simultanément dans un univers fantastique en 3D isométrique, il permet d'incarner quatre héros combattant dans des armures mechas, qui peuvent être améliorées grâce à des power-up conférant de nouvelles capacités,,.
- Capcom Sports Club (1997, CPS-2)[8]

Trois mini-jeux intitulés Dunk Stars, Smash Stars et Kick Stars permettant de jouer au basket, au tennis, et au football, composent ce titre développé et édité par Capcom en 1997 sur CPS-2. Le jeu se déroule sur des terrains affichés en 3D isométrique, en un contre un ou seul dans un mode tournoi.
- Captain Commando (1991, CPS)[8]

C'est un beat them all à défilement latéral développé et édité par Capcom en 1991 sur CPS. Jouable à l'origine à quatre simultanément dans un univers fantastique en 3D isométrique, il reprend plusieurs éléments de l'univers de Street Fighter et de Final Fight. Captain Commando est à l'origine une mascotte de l'entreprise Capcom,,,.
- Cyberbots: Fullmetal Madness (1995, CPS-2)[8]

Ce jeu de combat, spin-off du jeu Armored Warriors sorti un an plus tôt sur CPS, est développé et édité par Capcom en 1995 sur CPS-2. Dix stages affichés dans un univers en deux dimensions permettent à deux joueurs de combattre en un contre un, en incarnant des mechas parmi les seize proposés, issus du premier jeu de la série,,.
- Darkstalkers: The Night Warriors (1994, CPS-2)[8]

Ce jeu de combat développé et édité par Capcom en 1994 sur CPS-2, est le premier jeu d'une série éponyme intitulée Darkstalkers. Dans un univers en deux dimensions, deux joueurs incarnant des monstres parmi les dix proposés, combattent en un contre un,,.
- Eco Fighters (1993, CPS-2)[8]

Ce shoot 'em up à défilement horizontal est développé et édité par Capcom en 1993 sur CPS-2. Le joueur dirige un vaisseau équipé d'un canon qui peut être orienté de manière rotative, et affronte des ennemis dans un univers en deux dimensions,.
- Final Fight (1989, CPS)[8]

C'est un beat them all à défilement latéral développé et édité par Capcom en 1991 sur CPS. Premier épisode de la série éponyme nommée Final Fight, il est à l'origine conçu comme une suite à Street Fighter. Il en partage ainsi plusieurs éléments de son univers, et peut être joué à deux joueurs en simultanée. Les personnages combattent au poing ou armés, face à des adversaires dans un univers fantastique en 3D isométrique,.
- Ghouls 'n Ghosts (1988, CPS)[8]

C'est un jeu de plates-formes à défilement latéral développé et édité par Capcom en 1988 sur CPS, suite de Ghosts 'n Goblins sorti en 1985, et second épisode de la série éponyme intitulée Ghosts 'n Goblins. Le joueur incarne le personnage nommé Arthur équipé d'une armure, qui doit délivrer Guenièvre des griffes de Loki en éliminant les monstres infestant le royaume, un univers médiéval-fantastique en deux dimensions,.
- GigaWing (1999, CPS-2)[8]

Ce shoot 'em up à défilement vertical est développé et édité par Capcom en 1999 sur CPS-2. C'est le premier jeu de la série éponyme intitulée GigaWing. Dans un univers en deux dimensions avec un écran orienté horizontalement, le joueur dirige un avion parmi les quatre proposés, et doit détruire des canons et véhicules au sol ou dans les airs,,.
- Mega Man: The Power Battle (1995, CPS-2)[8]

Ce jeu de combat de la série Mega Man est développé et édité par Capcom en 1995 sur CPS-2. Dans un univers en deux dimensions, le joueur incarne Mega Man et affronte une série de Robot Master et de boss issus des différents opus de la série Mega Man,.
- Progear (2001, CPS-2)[8]

Ce shoot 'em up à défilement horizontal, est développé par Cave et édité par Capcom en 2001 sur CPS-2. Dans un univers en deux dimensions, le joueur pilote un avion parmi les deux proposés, et affronte des ennemis aux commandes de véhicules au sol ou dans les airs,,.
- Street Fighter II': Hyper Fighting (1992, CPS-2)[8]

Cette version de Street Fighter est un jeu de combat développé et édité par Capcom en 1992 sur CPS-2. Dans un univers en deux dimensions, le joueur incarne un personnage emblématique de la série contre des ennemis,.
- Strider (1989, CPS)[8]

C'est un jeu de plates-formes à défilement latéral développé et édité par Capcom en 1989 sur CPS. Dans ce premier épisode de la série éponyme intitulée Strider, le joueur incarne un ninja nommé Hiryu luttant contre un mystérieux dictateur et ses sbires, dans un univers en deux dimensions,.
- Super Puzzle Fighter II Turbo (1996, CPS-2)[8]

Ce jeu de puzzle adapté de la franchise Street Fighter est développé et édité par Capcom en 1996 sur CPS-2. Dans un univers en deux dimensions aux couleurs de la série, le joueur doit assembler des gemmes de mêmes couleurs avec des versions explosives, qui chutent depuis le haut à la manière de Tetris, afin d'empêcher sa zone de jeu de se remplir entièrement avant celle de son adversaire,.

## Production
Le Capcom Home Arcade est conçu par Koch Media, une entreprise européenne, sous licence officielle Capcom,. L'entreprise japonaise n'est pas réellement impliquée dans la conception du produit. Le producteur est Ben Jones, business development manager de la filiale britannique de Koch Media. Celui a auparavant produit le C64 Mini, une version miniature du Commodore 64 sorti en 2018 et produite par Koch Media pour le compte de l'entreprise Retro Games. À la suite de cette expérience, Jones est chargé de trouver de nouvelles idées et de proposer de nouveaux projets. Le développeur en chef est Tim Igoe.
Dans l'optique de réaliser un produit similaire au  C64 Mini, plusieurs systèmes de jeu sont envisagés, notamment l'arcade qui semble réalisable. Jones réfléchit à un concept, et trouve l'idée du stick arcade intégrant un système de jeu dédiée. Il est lui-même un fan des jeux d'arcade. Il réalise un prototype avec des jeux Capcom, d'autant plus que l'entreprise bénéficie de bonnes relations avec l'entreprise nipponne. Jones le présente alors à Capcom, qui apprécie et avalise le projet,.
Plutôt que de créer un stick en forme de boite noire, il applique le logo de Capcom sur la base, le but recherché étant de lui donner un « aspect saisissant » ; il utilise Photoshop pour l'adapter aux dimensions. Koch Media décide de ne pas introduire de DIP switch, en raison des complications que les différents réglages entrainent notamment sur le système de high score, préférant attendre d'éventuels retours de la part des joueurs.
Koch Media se charge de développer l'interface et de mettre en place le système d'exploitation. L'émulateur utilisé est une version évoluée de Final Burn Alpha conçue par Barry Harris, l'un des développeurs bénévoles de cet émulateur,. À la suite de controverses liées aux licences d'utilisation du logiciel survenues dès le dévoilement du stick, Koch Media ne parle plus de Final Burn Alpha, mais le désigne comme « l'émulateur de Barry Harris ».
Le projet propose au départ d'inclure 24 jeux, mais les pourparlers avec Capcom débouchent sur une liste de 16 jeux. Leur choix répond à une sorte de cahier des charges permettant d'offrir au joueur un éventail varié de genres. L'objectif est donc de proposer quatre jeux de combat, quatre beat them all à défilement latéral, quatre shoot 'em up dont deux à défilement latéral et deux à défilement horizontal, deux jeux de plates-formes, un jeu de puzzle et un jeu vidéo de sport. Koch Media s'impose d'inclure des « classiques » tels que Final Fight et Ghouls 'n Ghosts, mais choisit également Alien vs. Predator car il n'a jamais été réédité et ainsi créer l'évènement. L'obtention de la licence auprès de la 20th Century Fox n'a pas posé de problème, car selon Jones, le produit présenté aux ayants-droit a été jugé de qualité. La procédure a été longue mais simple. 1944: The Loop Master est choisi car il est le dernier jeu sorti en arcade et jugé comme le meilleur de la série 194X, mais aussi car l'orientation horizontale de l'écran présente également un intérêt. Darkstalkers: The Night Warriors et Mega Man: The Power Battle sont pour leur part choisis car ils commencent leur série.

## Commercialisation
Le Capcom Home Arcade est dévoilé le 15 avril 2019, après quelques jours de teasing. Il est dès lors disponible en pré-commande à partir cette date sur le site de Capcom,. La sortie est annoncée pour le 25 octobre 2019, mais le stick est finalement mis sur le marché le 8 novembre 2019,.

## Accueil

### Critiques des jeux
Gamekult regrette le rapport quantité de jeux/prix, puisque le stick propose seulement 16 jeux à plus de 200 euros. Selon Jeuxvideo.com, le stick intègre certains jeux d'arcade « cultes » de Capcom. Cependant, le site estime que les seulement seize jeux de sa ludothèque sont trop peu nombreux, comparativement à la NES Mini, la Neo-Geo Mini ou la Mega Drive Mini, qui en proposent respectivement 30, 40 et 42. Le site évoque également un catalogue déséquilibré, et critique certains choix, comme Darkstalkers au lieu de sa suite plus aboutie Vampire Savior 2, Cyberbots aux visuels jugés agréables mais avec un gameplay de jeu de combat avec « peu d'intérêt », ou une version de Street Fighter II en deçà d'autres jugées meilleures. S'il apprécie les jeux de qualité comme GigaWing, Progear, 1944, Mega Man, Ghouls 'n Ghost et Strider, le site critique aussi l'absence de certains incontournables de la ludothèque arcade de Capcom, tels que Marvel vs. Capcom, Mars Matrix ou Cadillacs and Dinosaurs. Gamekult évoque également l'absence de ceux-ci ou de Knights of the Round et Pang! 3. Jeuxvideo.com et Eurogamer remarquent le léger redimensionnement de l'image originale et regrettent les modes d'affichage limités du stick.
Pour sa part, Eurogamer estime que le choix des jeux présente un bon équilibre « entre classiques et jeux moins connus ». The Guardian considère que le panel de jeux offre une diversité de genres et d'expériences. Gameblog apprécie globalement le line-up, le jugeant varié et équilibré, avec quelques prises de risque. Selon Retro Gamer, c'est un « bon mélange » qui offre « un large éventail de genres ».

### Critiques du matériel et de l'interface
Jeuxvideo.com critique l'interface et les temps de chargements entre les différents écrans ou lors du lancement des jeux. Le site regrette l'absence de certaines fonctionnalités, comme la reconfiguration des boutons, la sauvegarde, ou une fonctionnalité permettant l'affichage de lignes de balayage imitant celles d'un écran à tube. Le site juge la prise en main du stick efficace, notamment la configuration des contrôles sur les jeux de combat, même s'il estime le choix atypique par rapport aux autres stick disponibles au même moment sur le marché durant les années 2010. L'interface est aussi un aspect jugé négativement par Gamekult, pour sa lenteur comme son ergonomie douteuse. Le site rappelle que le stick est développé pour Koch Media par le producteur du C64 Mini commercialisé en 2018 et qui a essuyé des critiques. Gamekult note une émulation des jeux sans ralentissement. C'est aussi une remarque que fait Eurogamer, précisant que les problèmes sont circonscrits à l'interface et pas aux phases de jeux. Gameblog regrette également l'absence de sauvegarde ou de fonctionnalité pour configurer les boutons. Retro Gamer regrette vivement l'absence de jeu en ligne.
Gamekult, comme Jeuxvideo.com, apprécie les joysticks et les boutons de qualité de la marque Sanwa. Eurogamer est également enjoué par la qualité du matériel et retrouve aux commandes du stick les sensations éprouvées dans les salles d'arcade. Pour Retro Gamer, l'« expérience authentique » ressentie est largement provoquée par le matériel de qualité de la marque Sanwa. Le magazine estime que la différence de qualité avec des mini-consoles moins chères, disponibles sur le marché au même moment, explique le prix élevé du stick.

### Critiques générales
Le Capcom Home Arcade reçoit ainsi un accueil partagé lors de sa sortie, les critiques évoquant quasi-unanimement le prix d'achat élevé et une interface lente à l'ergonomie douteuse. Certains bémols sont évoqués comme le choix des jeux et l'absence de certaines fonctionnalités utiles, comme la sauvegarde, alors que le panel de jeux est parfois jugé varié, judicieux et équilibré.
Jeuxvideo.com souffle finalement le chaud et le froid, reconnaissant que « cette machine ne manque pas de qualités et devrait satisfaire quelques collectionneurs ou nostalgiques de l'arcade des années 90 ». Le site note cependant certains points négatifs, notamment du point de vue logiciel. Gamekult le juge comme une « franche déception ».
A contrario, Eurogamer juge le Capcom Home Arcade comme un « produit fort, qui mérite qu'on s'y intéresse », malgré quelques bémols et un prix assez élevé. The Guardian évoque une « expérience de jeu retrogaming authentique ». Gameblog trouve peu de choses à redire, mis à part le prix et quelques détails, et retrouve des sensations proches de celles des jeux d'origine et a l'impression de retrouver une borne d'arcade à la maison. Retro Gamer le décrit comme un « produit remarquablement bien construit ». Metro estime que le stick offre un bon rapport qualité prix.

## Postérité

### Augmentation de la ludothèque
Koch Media se réserve le droit de rajouter des jeux en cas d'un éventuel succès commercial,. Après la sortie du stick, le producteur Ben Jones évoque la possibilité de rajouter certaines fonctionnalités via le Wi-Fi, tel que les scanlines.
Lors de la sortie du Capcom Home Arcade, les observateurs évoquent l'éventuelle possibilité de hacker le stick, via le connecteur USB, pour rajouter une manette de jeu, ou pour le transformer en émulateur de jeu,.

### Polémiques liées àFinal Burn alpha
L'émulateur utilisé par le Capcom Home Arcade est basé sur Final Burn Alpha. Cette version ainsi utilisée commercialement est conçue par Barry Harris, l'un des développeurs bénévoles de cet émulateur, ceci sans l'accord de ses confrères et dans le non-respect des licences d'utilisation restrictives. Cette version embarque également des parties de codes source des émulateurs Final Burn sur lequel il se base, sans respecter les licences, ni sans consentement des auteurs. Il intègre également certains éléments de MAME, mais celui-ci est passé open source quelques années auparavant (en 2016),. Ceci conduit les autres développeurs de Final Burn Alpha à lancer un nouveau fork du logiciel, nommé FinalBurn Neo. À la suite de ces controverses, Koch Media ne parle plus de Final Burn Alpha concernant le Capcom Home Arcade, mais plutôt de « l'émulateur de Barry Harris ».

### Interview
1. 1 2 3 4 5 6 7 8 9 10 11  (en) David Jenkins, « Capcom Home Arcade interview – ‘we have ideas of how to proceed after this’ », sur Metro, 6 novembre 2019.

### Ressources secondaires
1. 1 2 3 4 5 6 7 8 9 10 11 12 13 14 15 16 17  Oliveroidubocal, « Test Capcom Home Arcade : aussi bien qu’une borne ? », sur Jeuxvideo.com, 22 novembre 2019.
2. 1 2 3  Le Père Fidalbion, « Capcom Home Arcade : un stick arcade à brancher directement sur la télévision », sur Gamekult, 16 avril 2019.
3. 1 2 3 4 5 6 7 8 9 10 11 12 13 14 15 16 17 18 19 20 21 22 23 24 25  Boba Fett, « Matez mon matos - Test du Capcom Home Arcade : quand Capcom dépasse les bornes », sur Gamekult, 8 novembre 2019.
4. 1 2 3 4 5 6 7 8  (en) John Linneman, « Capcom Home Arcade review: the DF Retro verdict », sur Eurogamer, 12 novembre 2019.
5. 1 2 3 4 5 6  (en) « Retrorated: Capcom Home Arcade », Retro Gamer, no 201,‎ novembre 2019, p. 100-101.
6. 1 2 3  (en) Colin Stevens, « Capcom Home Arcade Is a Standalone Unit with 16 Classic Games », sur IGN, 16 avril 2019.
7. 1 2 3 4 5 6  Thomas Pillon, « On a joué au Capcom Home Arcade, l'arcade à la maison : Nos impressions enjouées et pixelisées », sur Gameblog, 25 octobre 2019.
8. 1 2 3 4 5 6 7 8 9 10 11 12 13 14 15 16 17 18 19 20 21 22 23 24 25 26 27 28 29 30 31 32 33 34 35 36 37 38 39 40 41 42 43 44 45 46 47 48  (en) Peter Brown, « A Quick Look At Every Game In The Capcom Home Arcade Collection », sur GameSpot, 2 mai 2019.
9. ↑  (en) Levi Buchanan, « From 1942 to Beyond », sur IGN, 14 mars 2008.
10. 1 2 3 4  (en) « Arcade Inspection: Capcom's CPS-2 System - Ten of the Best », Retro Gamer, no 42,‎ septembre 2007, p. 84 (lire en ligne).
11. ↑  (en) « The Unconverted: 1944: The Loop Master », Retro Gamer, no 182,‎ juin 2018, p. 57.
12. ↑  (en) Doug Trueman, « History of Movie Monster Games », sur GameSpot, 2005.
13. ↑  (en) « Hot at the arcades: Alien vs. Predator », GamePro, no 61,‎ août 1994, p. 20 (lire en ligne).
14. ↑  (it) « Armored Warriors », Computer+Videogiochi, no 44,‎ janvier 1995, p. 130-131.
15. ↑  (en) « The Unconverted: Armored Warriors », Retro Gamer, no 123,‎ décembre 2013, p. 83.
16. ↑  (en) « Captain Commando », Leisure Line,‎ novembre 1992, p. 4, 8.
17. ↑  (en) Alex Donaldson, « Capcom's Captain Commando returns today as a limited time Street Fighter 5 unlock », sur VG247, 16 mars 2018.
18. ↑  (en) Henry Gilbert, « The 56 characters of Marvel vs Capcom 2 », sur GamesRadar+, 5 mai 2009.
19. ↑  (en) « Cyberbots », Next Generation, no 12,‎ décembre 1995, p. 205.
20. ↑  (en) « Special K's: Japan Now! », GameFan, vol. 3, no 4,‎ avril 1995, p. 104.
21. ↑  (en) « Darkstalkers », VideoGames and Computer Entertainment, no 71,‎ décembre 1994, p. 94.
22. ↑  (en) « The Making of: Final Fight », Retro Gamer, no 37,‎ mars 2007, p. 50-53.
23. ↑  (en) « Coin-Op Conversion: Ghouls 'n Ghosts », Retro Gamer, no 9,‎ octobre 2004, p. 78-79.
24. ↑  (en) Peter Bartholow, « Gigawing Review », sur GameSpot, 9 décembre 1999.
25. ↑  (en) IGN Staff, « Giga Wing (Import) », sur IGN, 16 novembre 1999.
26. ↑  (en) « Japan Now: Mega Man hits the arcades », GameFan, vol. 3, no 11,‎ novembre 1995, p. 88.
27. ↑  (en) « Progear », Edge, no 95,‎ mars 2001, p. 36 (lire en ligne).
28. ↑  (en) Luke Albiges, « Street Fighter II' Hyper Fighting », sur Eurogamer, 3 août 2006.
29. ↑  (en) « Arcades: strider », Commodore User, no 67,‎ avril 1989, p. 90-91 (lire en ligne).
30. ↑  (en) « Super Puzzle Fighter », Next Generation, no 22,‎ octobre 1996, p. 193 (lire en ligne).
31. 1 2  (en) David Jenkins, « Capcom Home Arcade review – the biggest mini console ever made », sur Metro, 6 novembre 2019.
32. 1 2  (en) Will Freeman, « Capcom Home Arcade review – authentic retro gaming at a cost », sur The Guardian, 6 novembre 2019.
33. ↑  (en) Ethan Gach, « The Emulator In Capcom's Home Arcade Is Stirring Controversy », sur Kotaku, 18 avril 2019.